# Säkerhetsföretagen
Säkerhetsföretagen är en bransch- och arbetsgivarorganisation för svenska säkerhetsföretag som bedriver bevakning, värdetransporter, parkeringsövervakning, brandskydd, tekniktjänster och hemlarm. Säkerhetsföretagen är ett förbund inom Svenskt Näringsliv och Almega. Säkerhetsföretagen är avtalspart i kollektivavtal med Transportarbetarförbundet, Unionen och Ledarna.
Säkerhetsföretagen har drygt 170 medlemsföretag med cirka 26 000 anställda. Säkerhetsföretagen är det enda förbundet som representerar bevakning i form av väktare, ordningsvakter och skyddsvakter. Sedan årsskiftet 2017/2018 representeras bevakningsföretagen som helhet enbart av Säkerhetsföretagen. Säkerhetsföretagens förbundsdirektör är sedan 1 januari 2021 Richard Orgård. 
Säkerhetsföretagen ska inte förväxlas med organisationen Säkerhetsbranschen, då Säkerhetsbranschen har en större tonvikt på teknikföretag. Till skillnad från Säkerhetsföretagen har Säkerhetsbranschen inte kollektivavtal inom ramen för sin organisation.

## Medlemsföretag
Säkerhetsföretagens medlemmar utgörs av såväl små som stora säkerhetsföretag. Bland medlemmarna kan nämnas Securitas, Avarn, Verisure, Cubsec och Loomis.